# Gloria Salii

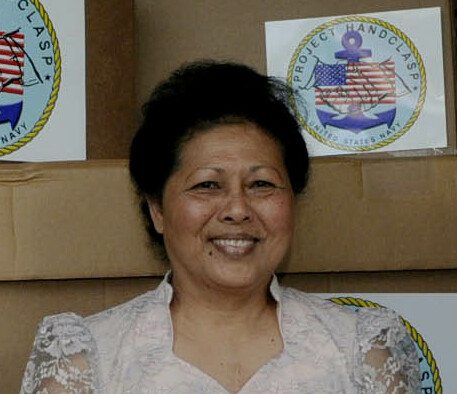
Gloria Salii

Gloria Gibbons Salii ist eine Politikerin in Palau. Sie führt den Titel Bilung, das bedeutet, dass sie Clanchefin in Koror ist. Damit ist sie die Frau mit der höchsten Stellung in Palau.

## Leben
Gloria Salii ist die Schwester des Ibedul von Koror, Yutaka Miller Gibbons, und verheiratet mit Carlos Salii (Bruder von Lazarus Salii, Präsidenten von Palau 1985–1988). Sie gehört zum Clan Idid.
Gloria Salii verließ in ihren Zwanzigern ihre universitäre Ausbildung in den Vereinigten Staaten, welche sie schon unter der Voraussetzung angetreten hatte später Clanchefin zu werden. 1994 spielte sie eine führende Rolle bei der Gründung der Palau Women’s Conference, einem jährlichen Treffen, bei dem sich Clan-Führer treffen und, wo mehrere Gesetze zur Stärkung der Frauenrechte im Land geschaffen wurden.

## Kontroversen
2019 verurteilte sie ein Pärchen, dessen intimes Video ohne deren Zustimmung auf Facebook Messenger veröffentlicht worden war, zu Zahlung einer Geldstrafe. Das Video sorgte landesweit für Kontroversen. Auch die Geldbuße, die Salii verhängt hatte, sorgte für Diskussionen online. Einige Tage später verurteilte die Matriarchin zwei andere Personen zur Zahlung einer weiteren Geldbuße wegen Beleidigungen auf Facebook. Fraglich war unter anderem, ob die Bilung die Autorität hat, Bußgelder zu verhängen. Ihre Rolle als traditionelle Führerin wird aber von der Verfassung von Palau anerkannt. Einige Palauer urteilten, dass sie gegen die Meinungsfreiheit verstoßen habe.
Im Januar 2022, nach dem Tod von Yutaka Gibbons, erklärte Salii, dass sie zugleich Bilung und Ibedul sein würde, und übernahm die Kontrolle über das traditionelle Versammlungshaus. Im Mai gab sie an, dass sie sich für ihren Sohn James Lebuu Littler entschieden habe und, dass sie ihren vom House of Chiefs akzeptierten Konkurrenten Alexander Merep ablehnt. Salii weigerte sich zugleich dem Ibedul die Macht des Reklai zuzugestehen, da sie behauptete, Koror habe Kriege gegen seine Gegner immer gewonnen und der Ibedul sei der höchste traditionelle Rang in Palau. Niemand könne diesem gleich sein.